# Alexandru Philippide

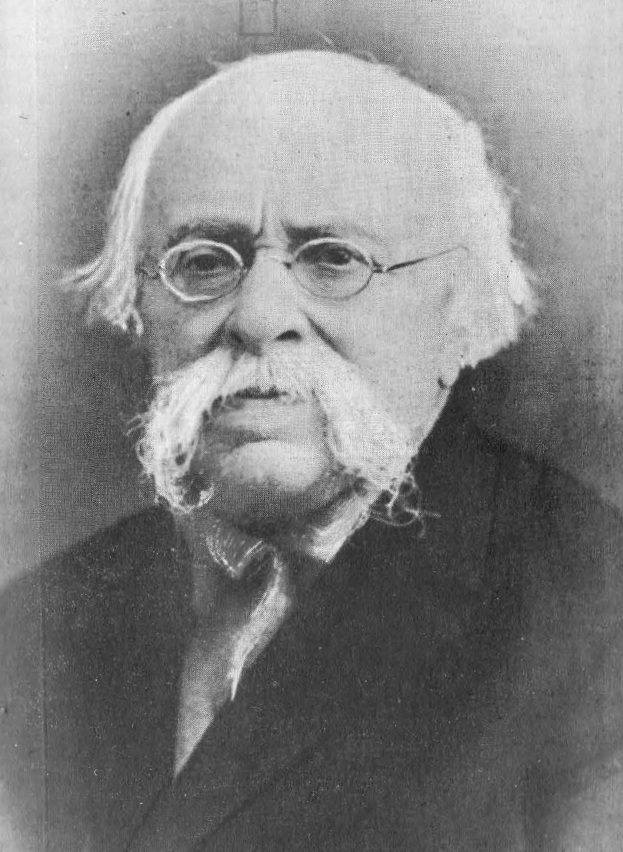
Alexandru Philippide

Alexandru I. Philippide (* 1. Mai 1859 in Bârlad; † 12. August 1933 in Iași) war ein rumänischer Romanist und Rumänist.

## Leben und Werk
Alexandru Philippide studierte an der Universität Alexandru Ioan Cuza Iași sowie von 1888 bis 1890 bei Hermann Suchier an der Universität Halle. Ab 1884 war er in Iași Gymnasiallehrer, ab 1893 Professor für romanische Philologie (von 1913 bis 1918 auch Dekan). 1927 gründete er das dortige Institut für Romanische Philologie, das inzwischen seinen Namen trägt. Zu seinen Schülern gehörten Ovid Densusianu, Iorgu Iordan und Gheorghe Ivănescu (1912–1987).
Philippide war seit 1900 ordentliches Mitglied der Rumänischen Akademie.
Sein Sohn ist gleichnamige Dichter Alexandru A. Philippide (1900–1979).
Philippide verstarb 1933 im Alter von 74 Jahren.

## Werke
- Introducere in istoria limbei si literaturei române, Iaşi 1888.
- Istoria limbii române. 1. Principii de istoria limbii, Iași 1894; hrsg. von Gheorghe Ivănescu, Iași 2011.
- Gramatică elementară a limbii române, 1897 (384 Seiten).
- Consideraţii confortabile. Fapte şi păreri literare, Bukarest 1900, 1970.
- Un specialist român la Lipsca, Iași 1910 (171 Seiten) über Gustav Weigand.
- Originea românilor, 2 Bde., Iași 1925–1928.